# Liste der Vizepräsidenten des Bundespatentgerichts (Deutschland)
Diese Liste nennt die Vizepräsidenten des deutschen Bundespatentgerichts

## Liste
| Nr. | Name             | Beginn der Amtszeit | Ende der Amtszeit  | Biografie |
| --- | ---------------- | ------------------- | ------------------ | --- |
| 1   | Karl Kaiser      | 1. Juli 1961        | 30. Juni 1965      | Kaiser († 11. März 1966) war Diplom-Ingenieur |
| 2   | Adolf Brösamle   | 29. Juli 1966       | 31. Juli 1969      | Brösamle (* 7. Juli 1904; † 13. März 1982) schloss sein Studium in Tübingen und München als Diplom-Chemiker ab und promovierte 1937 an der Universität Tübingen zum Dr. rer. nat. |
| 3   | Hermann Köttgen  | August 1969         | 31. Dezember 1974  | Köttgen (* 18. Dezember 1909; † 19. November 1980) war Jurist. |
| 4   | Erich Gast       | Januar 1975         | 30. April 1978     | Gast (* 16. April 1913; † 12. April 1993) studierte von 1931 bis 1936 an der TH Darmstadt Physik und schloss als Diplom-Ingenieur ab. Ab 1936 war er bei den Junkers-Flugzeugwerken in Dessau mit der Entwicklung von Flugmessgeräten tätig. Später wirkte er bei der Arbeit an neuen Flugzeugtypen F als Versuchsingenieur und -pilot mit, wozu etwa 1500 Testflüge gehörten. Insbesondere die Flugzeugtypen Ju 90 („Der Große Dessauer“, Kennung D-AALU) und JU 190 wurden von ihm mit entwickelt. Während des Zweiten Weltkrieges unternahm er außerdem Transportflüge von Griechenland nach Nordafrika. Nach dem Krieg war er auf Grund seiner Englischkenntnisse zunächst als Dolmetscher für die US-amerikanischen Besatzungstruppen tätig. Ab 1948 war er mit einem Entwicklungsbetrieb selbstständig und entwickelte zusammen mit seinem Bruder Prof. Dr. ing. Theodor Gast für Industrie und Bergbau die „Gastsche Staubwaage“. |
| 5   | Karl-Heinz Leise | Mai 1978            | 31. Januar 1984    | Leise (* 3. Januar 1919; † 5. November 2004) studierte Chemie, Mathematik und Physik an der Philipps-Universität Marburg und an der Friedrich-Schiller-Universität Jena. Er wurde 1943 zum Dr. rer. nat. promoviert. |
| 6   | Gerhard Bühler   | 1. Februar 1984     | 30. April 1987     | Bühler (* 14. April 1925; † 3. Juli 2015) war Diplom-Physiker. 1987 wurde er mit dem Großen Verdienstkreuz der Bundesrepublik Deutschland ausgezeichnet. |
| 7   | Hans Engelhardt  | Mai 1987            | 31. Mai 1991       | Engelhardt war Diplom-Ingenieur. |
| 8   | Norbert Haugg    | Juni 1991           | 31. Juli 1995      | Haugg (* 26. Januar 1935; † 24. Oktober 2024) studierte Maschinenbau an der Technischen Hochschule München und schloss 1962 als Diplom-Ingenieur ab. Nach Tätigkeit in der freien Wirtschaft kam er 1967 an das Deutsche Patentamt. Ab 1983 war er Richter beim Bundespatentgericht, wurde 1988 Vorsitzender Richter und war von Juni 1991 bis 31. Juli 1995 Vizepräsident des Bundespatentgerichts. |
| 9   | Hansjörg Schnegg | 22. Dezember 1995   | 30. Januar 2004    | Schnegg legte im Dezember 1967 an der Fakultät für Brauwissenschaften der Technischen Hochschule München seine Promotionsschrift unter dem Titel "Die Trocknung der Kartoffel unter besonderer Berücksichtigung der Gefriertrocknung" vor. |
| 10  | Bernd Tödte      | 5. Mai 2004         | 30. September 2009 | Bernd Tödte (* 14. September 1944) studierte Maschinenbau an der Universität Karlsruhe. Danach war er zunächst zwei Jahre für den Technischen Überwachungsverein (TÜV) in Norddeutschland tätig. Hieran schloss sich 1977 bis 1981 für vier Jahre die Wahrnehmung eines Lehrauftrages für Maschinenbau an der Universidad Tecnológica in Pereira (Kolumbien) an. Hiernach war er ab dem 16. März 1981 beim Deutschen Patent- und Markenamt für zwölf Jahre als Prüfer und Gruppenleiter in einer Patentabteilung tätig. |
| 11  | Klaus Strößner   | Juli 2010           | 31. August 2022    | Strößner (* vor 1981) war von Oktober 1981 bis Juni 1984 Doktorand beim Max-Planck-Institut für Festkörperforschung in Stuttgart und nach seiner Promotion zum Dr. rer. nat. dort als wissenschaftlicher Mitarbeiter tätig. Im September 1987 wechselte er zum Deutschen Patent- und Markenamt (DPMA). Er war zunächst Patentprüfer, dann Gruppenleiter und ab April 1997 Leiter einer Patentabteilung. |
| 12  | Gerald Rothe     | 1. September 2022   | 31. März 2025      | Rothe (* 1959) studierte an der TU München / Weihenstephan Brauwesen und Getränketechnologie. Bis zu seinem Eintritt ins Deutschen Patent- und Markenamt im Jahr 1991 war er bei der Stuttgarter Hofbräu beschäftigt. Beim Deutschen Patent- und Markenamt war er als Patentprüfer und später als Gruppenleiter in der Abteilung 1.26 tätig. 2007 wechselte er zum Bundespatentgericht, wo er dem 11. Senat angehörte. Im Jahr 2014 trat er erneut in den Dienst des Deutschen Patent- und Markenamts ein und übernahm dort die Leitung einer Patentabteilung. Ab April 2017 leitete er im DPMA die Abteilungsgruppe 1.20 (Mechanische Technologie). |
| 13  | Martin Musiol    | 1. April 2025       |                    | |